# Гантерс-Голлоу (Кентуккі)
Гантерс-Голлоу (англ. Hunters Hollow) — місто (англ. city) в США, в окрузі Буллітт штату Кентуккі. Населення — 324 особи (2020).

## Географія
Гантерс-Голлоу розташований за координатами 38°4′42″ пн. ш. 85°41′36″ зх. д. / 38.07833° пн. ш. 85.69333° зх. д. (38.078451, -85.693198).  За даними Бюро перепису населення США в 2010 році місто мало площу 0,22 км², уся площа — суходіл. В 2017 році площа становила 0,21 км², уся площа — суходіл.

## Демографія
Згідно з переписом 2010 року, у місті мешкало 386 осіб у 132 домогосподарствах у складі 108 родин. Густота населення становила 1754 особи/км².  Було 139 помешкань (632/км²).
Расовий склад населення:
| - 96,4 % — білих - 1,3 % — чорних або афроамериканців - 0,5 % — корінних американців - 0,3 % — азіатів |

До двох чи більше рас належало 1,0 %. Частка іспаномовних становила 3,1 % від усіх жителів.
За віковим діапазоном населення розподілялося таким чином: 25,9 % — особи молодші 18 років, 66,6 % — особи у віці 18—64 років, 7,5 % — особи у віці 65 років та старші. Медіана віку мешканця становила 34,5 року. На 100 осіб жіночої статі у місті припадало 86,5 чоловіків;  на 100 жінок у віці від 18 років та старших — 83,3 чоловіків також старших 18 років.
Середній дохід на одне домашнє господарство  становив 58 100 доларів США (медіана — 55 625), а середній дохід на одну сім'ю — 60 684 долари (медіана — 63 333). Медіана доходів становила 50 833 долари для чоловіків та 31 111 долар для жінок. За межею бідності перебувало 5,2 % осіб, у тому числі 6,0 % дітей у віці до 18 років та 4,2 % осіб у віці 65 років та старших.
Цивільне працевлаштоване населення становило 146 осіб. Основні галузі зайнятості: роздрібна торгівля — 16,4 %, виробництво — 15,8 %, транспорт — 14,4 %.